# Kozarska Dubica
Kozarska Dubica (nekdaj Bosanska Dubica) je naselje in središče istoimenske občine v Republiki Srbski, Bosna in Hercegovina in leži na južnem bregu Save nasproti Hrvatske Dubice. 

## Deli naselja
Binjača, Bosanska Dubica, Centar, Duboki Potok, Đolovi, Franjo Kluz in Urije.

## Prebivalstvo

### Občina Kozarska Dubica (Bosanska Dubica)
| Pregled števila prebivalcev po letih | Pregled števila prebivalcev po letih | Pregled števila prebivalcev po letih | Pregled števila prebivalcev po letih | Pregled števila prebivalcev po letih | Pregled števila prebivalcev po letih | Pregled števila prebivalcev po letih | Pregled števila prebivalcev po letih | Pregled števila prebivalcev po letih | Pregled števila prebivalcev po letih | Pregled števila prebivalcev po letih | Pregled števila prebivalcev po letih |
| ------------------------------------ | ------------------------------------ | ------------------------------------ | ------------------------------------ | ------------------------------------ | ------------------------------------ | ------------------------------------ | ------------------------------------ | ------------------------------------ | ------------------------------------ | ------------------------------------ | ------------------------------------ |
| 1879                                 | 1885                                 | 1895                                 | 1910                                 | 1921                                 | 1931                                 | 1948                                 | 1953                                 | 1961                                 | 1971                                 | 1981                                 | 1991                                 |
| -                                    | -                                    | -                                    | -                                    | -                                    | -                                    | -                                    | -                                    | -                                    | 30.384                               | 30.887                               | 31.606                               |

| Narodna sestava prebivalstva po letih | Narodna sestava prebivalstva po letih | Narodna sestava prebivalstva po letih |
| --- | --- | --- |
| 1971 | 1981 | 1991 |
| . skupaj: 30.384 Srbi 23.989 (78,95 %) Muslimani 5.114 (16,83 %) Hrvati 717 (2,35 %) Jugoslovani 403 (1,32 %) drugi in neznano 161 (0,52 %) | . skupaj: 30.887 Srbi 20.453 (66,21 %) Muslimani 5.052 (16,35 %) Hrvati 513 (1,66 %) Jugoslovani 4.316 (13,97 %) drugi in neznano 553 (1,79 %) | . skupaj: 31.606 Srbi 21.728 (68,74 %) Muslimani 6.440 (20,37 %) Hrvati 488 (1,54 %) Jugoslovani 1.851 (5,85 %) drugi in neznano 1.099 (3,47 %) |

### Kozarska Dubica (naselje)
| Pregled števila prebivalcev po letih | Pregled števila prebivalcev po letih | Pregled števila prebivalcev po letih | Pregled števila prebivalcev po letih | Pregled števila prebivalcev po letih | Pregled števila prebivalcev po letih | Pregled števila prebivalcev po letih | Pregled števila prebivalcev po letih | Pregled števila prebivalcev po letih | Pregled števila prebivalcev po letih | Pregled števila prebivalcev po letih | Pregled števila prebivalcev po letih |
| ------------------------------------ | ------------------------------------ | ------------------------------------ | ------------------------------------ | ------------------------------------ | ------------------------------------ | ------------------------------------ | ------------------------------------ | ------------------------------------ | ------------------------------------ | ------------------------------------ | ------------------------------------ |
| 1879                                 | 1885                                 | 1895                                 | 1910                                 | 1921                                 | 1931                                 | 1948                                 | 1953                                 | 1961                                 | 1971                                 | 1981                                 | 1991                                 |
| -                                    | -                                    | -                                    | -                                    | -                                    | -                                    | -                                    | -                                    | -                                    | 9.185                                | 11.170                               | 13.680                               |

| Narodna sestava prebivalstva po letih | Narodna sestava prebivalstva po letih | Narodna sestava prebivalstva po letih |
| --- | --- | --- |
| 1971 | 1981 | 1991 |
| . skupaj: 9.185 Muslimani 4.927 (53,64 %) Srbi 3.417 (37,20 %) Hrvati 481 (5,23 %) Jugoslovani 251 (2,73 %) drugi in neznano 109 (1,18 %) | . skupaj: 11.170 Muslimani 4.812 (43,07 %) Srbi 3.439 (30,78 %) Hrvati 316 (2,82 %) Jugoslovani 2.453 (21,96 %) drugi in neznano 150 (1,34 %) | . skupaj: 13.680 Muslimani 6.084 (44,47 %) Srbi 5.540 (40,49 %) Hrvati 288 (2,10 %) Jugoslovani 1.329 (9,71 %) drugi in neznano 439 (3,20 %) |